# Ливади (Солун)
Ливади (грч. Λιβάδι) је насељено место у општини Седес у периферији Средишња Македонија, Грчка. Према попису из 2021. године био је 351 становник.
Према бугарском географу и историчару, Василу Канчову, у Ливадију је 1900. године живело 1.000 Грка.